# Blaueishütte
Die Blaueishütte ist eine Schutzhütte der Sektion Berchtesgaden des Deutschen Alpenvereins (DAV) unterhalb des Blaueis-Gletschers im Hochkalter-Stock. Die Hütte liegt auf einer Höhe von 1651 m ü. NHN im unteren Blaueiskar in den Berchtesgadener Alpen im Nationalpark Berchtesgaden in der Gemeinde Ramsau bei Berchtesgaden. Sie ist die einzige Schutzhütte unmittelbar im Hochkalter-Stock und wird während der Sommersaison bewirtschaftet, ein Winterraum ist nicht vorhanden. Die Hütte wird vielfach von Gruppen für Kletterkurse genutzt.

## Geschichte
Im Oktober 1922 eröffnete die Sektion Hochland des Deutschen und Österreichischen Alpenvereins (DuÖAV) rund 100 Höhenmeter oberhalb des heutigen Standorts eine Selbstversorgerhütte mit etwa 30 Lagern. 1937 wurde die Hütte erweitert und umgebaut.
Nach dem Zweiten Weltkrieg plante die Sektion, das größere, näher am heutigen Hüttenstandort gelegene und nicht mehr genutzte Haus der Wehrmacht zu übernehmen. Bevor es so weit war, wurde das Gebäude jedoch im Mai 1946 auf Geheiß des Ramsauer Forstmeisters Georg Küßwetter von Jägern durch Brandstiftung zerstört und die Grundmauern später zur Verhinderung des Wiederaufbaus zusätzlich gesprengt. Küßwetter sah Jagdvorrechte in Gefahr und wollte Touristen, von ihm abfällig als „Bergpöbel“ bezeichnet, vom Hochkaltergebiet und seinen Jagdgründen fernhalten. Der 1952 gegen ihn geführte Prozess hatte bundesweites Aufsehen erregt. Der durch Küßwetter verhinderte Umzug erforderte zusätzliche Erweiterungen und bauliche Veränderungen der Hütte, die in den Jahren 1952 und 1953 durchgeführt wurden.
Ende 1955 stellte der in der Ramsau wohnhafte Extrembergsteiger Hermann Buhl fest, dass die alte Alpenvereinshütte durch eine Staublawine bis auf die Grundmauern zerstört worden war. Daraufhin errichtete die Sektion Hochland 1956 etwa 100 Höhenmeter tiefer im Kar an lawinensicherer Stelle ein Hüttenprovisorium. Ein Jahr später übergab sie ihr Arbeitsgebiet am Hochkalter an die Sektion Berchtesgaden, nachdem der Hüttenneubau nicht finanziert werden konnte. Die Sektion begann am 14. September 1958 mit dem Neubau am heutigen Standort. Am 28. Juli 1962 wurde die Blaueishütte von Julius Kardinal Döpfner, Erzbischof von München und Freising, geweiht und ihrer Bestimmung übergeben. Die Nothütte wurde 1994 saniert und wird heute als zusätzliches Nachtlager genutzt.
Seit Beginn der Bewirtschaftung der Hütte 1928 liegt diese ununterbrochen in den Händen der Familie Hang aus Ramsau. Auf den ersten Pächter Raphael Hang folgte 1976 sein gleichnamiger Sohn als Hüttenwirt. 2010 ging die Führung der Hütte in die Hände von Raphael Hang (Enkel) über.

## Zugänge
Die Blaueishütte ist von Hintersee (800 m) in 2½ Stunden oder Ramsau (700 m) in 2¾ Stunden Gehzeit vergleichsweise leicht zu erreichen. Beide Wege vereinigen sich kurz unterhalb der im Sommer bewirtschafteten Schärtenalm (1359 m) und führen von dort weiter ins Kar, zuletzt auf schmalem Steig zur Hütte.

## Übergänge
- Wimbachgries (Wimbachschloss) über Eisbodenscharte (2100 m), Hochalmscharte und Stanglahnergraben, schwierig, Gehzeit: 5 Stunden. Weiterweg bis zur Wimbachgrieshütte 1,5 Stunden. Diese Route ist deutlich länger und schwieriger als die Anstiege von Hintersee und Ramsau; Trittsicherheit und Schwindelfreiheit sind unbedingte Voraussetzungen.
- Ingolstädter Haus
- Neue Traunsteiner Hütte
- Watzmannhaus
- Kärlingerhaus[4]

## Gipfelbesteigungen
- Steinberg (2065 m), Hüttengipfel, Schwierigkeitsgrad I nach UIAA, nicht gesichert, Gehzeit: 1 Stunde
- Schärtenspitze (2153 m), versicherter Steig, Schwierigkeitsgrad I nach UIAA, Gehzeit: 1¼ Stunden
- Rotpalfen/Wasserwandkopf (2367 m), Schwierigkeitsgrad II nach UIAA, nicht gesichert, Gehzeit: 2 Stunden
- Hochkalter (2607 m) über Normalweg, Schwierigkeitsgrad II nach UIAA, nicht gesichert, Gehzeit: 3,5 Stunden
- Hochkalter (2607 m) über den Blaueisgletscher (im Eis bis 50°, im Fels längere Passagen II, nicht gesichert), Gehzeit: 3,5 Stunden
- Blaueisspitze (2480 m) über den Blaueisgletscher (Eis am Ende bis 50°, danach ein kurzer Reitgrat), Gehzeit: 2,5 Stunden
- Klettertouren, beispielsweise »Blaueisumrahmung« (Schwierigkeit IV nach UIAA) über Blaueistürme und Blaueisspitze (5–6 Stunden). In Hüttennähe befindet sich ein Klettergarten. Die Hütte selbst ist Stützpunkt für alpine Felsausbildungskurse, außerdem können von hier aus die Steinberghöhle und über das Blaueis die Blaueishöhle erreicht werden.

## Klettern
In der Nähe der Hütte gibt es rund 30 Kletterrouten in den Schwierigkeitsgraden III bis IX, 40 Sportkletterrouten von IV bis IX, sowie zahlreiche Kalkblöcke zum Bouldern.